# F1E
La categoria F1E è una disciplina dell'aeromodellismo sportivo che usa modelli a volo libero, ovvero dove non vi è alcun tipo di motore né di radiocomando a bordo.
Tale disciplina è praticata su dei leggeri pendii da cui il modello viene fatto planare verso valle. Scopo del lancio è quello di rimanere in volo più tempo possibile, fino a un massimo di tempo stabilito dalla giuria (generalmente 5 minuti), raggiunto il quale il lancio viene definito lancio pieno.
La gara consta di cinque lanci da effettuarsi uno ogni ora nell'arco di 5 ore, in un momento a scelta del concorrente. Il risultato di questi lanci verrà poi sommato e il concorrente con maggior punteggio vince.
Nel caso di parità, viene effettuato lo spareggio con condizioni più restrittive, come 7 minuti di volo e da una posizione più bassa del pendio, ad esempio.

## I modelli
I modelli usati, oltre ad essere privi di motore e radiocomando, sono caratterizzati dal direzionale posizionato solitamente a prua e non in coda, solidale con una bussola-magnete (tranne rari casi di aeromodelli governati da centraline elettroniche) il cui scopo è mantenere la direzione del velivolo durante il volo e permettergli di allontanarsi dal pendio.
I modelli inoltre sono dotati di un dispositivo a tempo che forza la discesa, portando il modello allo stallo, una volta raggiunto il tempo massimo di volo stabilito per il lancio, dato che risulta molto pericoloso, oltre che inutile, lasciar proseguire il modello nel suo volo.